# Oreoporanthera
Oreoporanthera é um género botânico pertencente à família Phyllanthaceae.
1. ↑  «Oreoporanthera — World Flora Online». www.worldfloraonline.org. Consultado em 19 de agosto de 2020